# Sillago sihama
Sillago sihama är en fiskart som först beskrevs av Forsskål, 1775.  Sillago sihama ingår i släktet Sillago och familjen Sillaginidae. Inga underarter finns listade i Catalogue of Life.